# La Balme-les-Grottes
La Balme-les-Grottes là một xã thuộc tỉnh Isère, vùng Rhône-Alpes đông nam nước Pháp. Xã này nằm ở khu vực có độ cao trung bình 210 mét trên mực nước biển.
Đây là quê hương của Laurent Clerc, đồng sáng lập viên trường đầu tiên dành cho người điếc ở Bắc Mỹ.